# Simone Arnold Liebster
Simone Arnold Liebster (* 17. August 1930 in Husseren-Wesserling, Elsass) war wegen ihrer religiösen Überzeugung unter dem Nationalsozialismus Repressionen ausgesetzt und hat über diese Erlebnisse ein Buch veröffentlicht sowie seit den 1990er Jahren international in Schulen und Universitäten über ihre Erfahrungen als Zeitzeugin referiert.

## Leben
Liebster wurde in einem kleinen elsässischen Dorf als Tochter von Emma und Adolphe Arnold geboren. Im Alter von drei Jahren zog sie mit ihren Eltern nach Mülhausen. Wie ihre Eltern gehörte sie den Zeugen Jehovas an. Nach der Besetzung des Elsass durch die Wehrmacht wurde sie 1941 wegen Verweigerung des Hitlergrußes vom Gymnasium verwiesen. Im September 1942 kam sie dann wegen weiterer Widerständigkeit in die „Wessenberg’sche Erziehungsanstalt Konstanz“. 1945 fand sie ihre Eltern wieder, die in Konzentrationslagern gewesen waren. 1952 ging Simone Arnold zu einer Missionarsausbildung in die USA, kehrte nach einem Aufenthalt als Missionarin in Nordafrika nach Frankreich zurück, und heiratete 1956 in Paris den ebenfalls durch die Nationalsozialisten verfolgten Max Liebster, mit dem sie sich wieder in Frankreich niederließ. Sie verfasste das Buch Allein vor dem Löwen über ihre Erfahrungen als junges Mädchen im NS-besetzten Europa und gründete mit ihrem Ehemann die Arnold-Liebster-Stiftung, deren Ziel es ist, durch friedliche und unpolitische Mittel den Frieden, die Toleranz und die Wahrung der Menschenrechte, insbesondere der religiösen Freiheit zu fördern. Bundespräsident Frank-Walter Steinmeier verlieh Simone Arnold-Liebster am 21. Juli 2023 das Bundesverdienstkreuz am Bande. Die Übergabe erfolgte am 15. Dezember 2023 durch Generalkonsul Thomas Pröpstl, der ihr in seiner Rede für ihren „außergewöhnlichen Beitrag zur Bewahrung und Vermittlung der Erinnerung an die Opfer von nationalsozialistischer Gewaltherrschaft und Verfolgung“ dankte.

## Rezeption
Der Philosoph und Religionswissenschaftler Volker Zotz schrieb über Allein vor dem Löwen von Simone Arnold Liebster: „Das Buch ist als historisches Dokument mindestens in zweierlei Weise bedeutsam. Einmal gewährt es einen Einblick in die Art, auf die das NS-System die Umerziehung von Kindern versuchte. Sodann liefert es eine neue Quelle zu einer Gruppe bislang eher weniger beachteter NS-Opfer, den Zeugen Jehovas. Doch ungeachtet dessen, welche Lücken dieses Buch der Geschichtsforschung schließen mag, ist es als persönliches Zeugnis von höchstem Interesse.
Wie hier ein Kind unter grausamsten Bedingungen seine innere Würde und seinen Glauben an Gott und die Menschen bewahrt, obwohl es den Vater im KZ und die Mutter verfolgt weiß, obwohl ihm bewusst ist, dass enge Freunde als Kriegsdienstverweigerer sterben müssen, ist eine in vieler Hinsicht herausfordernde Lektüre. Das Kind kann dem Löwen, als das es die grausame NS-Maschinerie empfindet, widerstehen, weil ihm religiöse und ethische Werte einen unbedingten Halt geben.“

## Veröffentlichungen
- Facing the lion : memoirs of a young girl in Nazi Europe, New Orleans : Grammaton Press, 2000, ISBN 0-9679366-7-5
- Allein vor dem Löwen, Esch-sur-Alzette, Editions Schortgen, 2002, Übersetzungen in weitere Sprachen, u. a. in Französisch, Spanisch, Portugiesisch, Polnisch, Italienisch, Russisch, Koreanisch.
- Seule face au lion [Taschenbuch], ISBN 978-2-87953-455-8
- Allein vor dem Löwen [Kurzfassung als Begleitmaterial für den Schulunterricht], Esch-sur-Alzette, Editions Schortgen, 2013, ISBN 978-2-87953-166-3